# 2342 Lebedev
2342 Lebedev este un asteroid din centura principală, descoperit pe 22 octombrie 1968 de Tamara Smirnova.